# カレとカノジョと召喚魔法
『カレとカノジョと召喚魔法』は上月司による日本のライトノベル。イラストはBUNBUN。電撃文庫（メディアワークス）より2004年10月から2006年3月まで全6巻が刊行された。

## ストーリー
水瀬遊矢は幼馴染の白銀雪子を救うために悪魔リールゥとの契約によって『恐怖と緊張』を失ってしまう。水瀬遊矢と白銀雪子は『恐怖と緊張』を取り戻すためリールゥを見つけ出そうとするのだが…。 

## 登場人物
水瀬遊矢
物語の主人公、私立風見野高校普通科1年。頭脳明晰で、女受けが良い。巨乳に興味あり。
七歳の時に、足に大怪我をした雪子を助けるために悪魔リールゥを召喚し雪子を治す代償に『恐怖と緊張』を失う。
白銀雪子
物語のもう一人の主人公、私立風見野高校普通科1年。遊矢の幼馴染で容姿端麗（胸囲なし）。頭脳労働と家事は苦手だが運動能力はオリンピック級。基本的には礼儀正しい。
小学生のときに危険な遊びをしていたため交通事故にあい右足が使えなくなる重傷を負い、遊矢が召喚したリールゥによって治される。それ以来、元々優れていた身体能力が格段に上がる。
トラブルをすぐに暴力で解決してしまうためついたあだ名が『荒雪姫』。
井沢玲(レイ＝ラインクォード)
二つ名を持つ上位悪魔。私立風見野高校1年で白に近い灰色の髪を持つ中性的な美形。自信家で攻撃的で頭が切れる好色（バイ）。遊矢を狙っている。
リールゥ
遊矢が召喚した上位悪魔。小柄で髪型はピンク色の長い髪を左右二つずつ括ったもの。雪子の右足を治すかわりに『遊矢の恐怖と緊張を奪い隠れている自身（リールゥ）を見つけたら返す。』という契約を持ちかける。
高嶺美樹
高校で知り合った雪子の友人でクラスメイト。地味な見た目、気弱で内気で人見知りする性格。
武藤アキ
私立風見野高校普通科1年、新聞部在籍で学園の情報通。眼鏡をかけており、髪型はショートヘアー。
雪子に学校や近所でおきた怪奇事件の話を持ち込んでくる。
正体はリールゥ。
西苑ま
私立風見野高校3年、演劇部部長、美人であり巨乳。一昨年のミス風見野。身長は雪子とさほど変わらない雪子。
演劇部の男子部員が全員倒れてしまったため助っ人として遊矢に頼む。自分の苗字が「才媛」とも読めることから、それをからかわれてコンプレックスに感じている部分がある。
久世律乃
私立風見野高校2年。2年前の交通事故で幽霊に取り付かれていたため歩けなくなっていた。
街でおきたポルターガイストを調べていた遊矢達と知り合う。
セーレウス
翡翠色の瞳と二つにくくった金髪、見た目は10歳に見えるが600年以上地上に存在する二階位天使のトップ、二つ名は『感識者』。
自身の『願い』を知るために遊矢に協力を求める。
赤石智子
私立風見野高校芸能科1年。グラビアモデルで注目を浴び、テレビのＣＭにも出ている。
春に男子生徒に絡まれていた時に遊矢が助けようとしたことがきっかけで（最終的には雪子が助けたが）遊矢に興味を持ち･･････。
シゼム
見た目は20歳前後、赤い瞳、赤毛をオールバックで固めた上位悪魔。
偶然手に入れた召喚術具を高嶺美樹が起動させてしまったため現れた。
ヴィータ･マギン
『昼行灯』の二つ名を持つオリジナルの悪魔。玲・ゼルフィの父親によって召喚される。
ゼルフィ
玲の『妹』で玲のことを『姉様』と呼ぶ。
二条いずみ
私立風見野高校2年、普段から巫女服を着ている祓い師。雪子曰く『電波な人』。
高嶺美樹
演劇部の顧問。

## 用語
天使と悪魔
召喚儀式や一定の人口密度で大多数の人間が同じことを同時に願うと天界・魔界から出現し魔法を使って願いを叶える。
願いを叶えるには通常寿命による代価が必要で願いが大きければ代価が大きくなる。
天使と悪魔に分かれているがシステム的に差は無い。しかし悪魔のほうが魂を手に入れるため騙そうとすることが多い。
二つ名
上位の天使や悪魔の中でさらに優れたものに与えられるもう一つの名前その者の能力や性格が名前に反映されるもよう。
風見野高校
主人公達が通う高校、7年前に新設され全校生徒三千人以上、毎年千人近く入学し普通科、芸能科、スポーツ特待生のみのクラスがある。

## 既刊一覧
- 上月司（著）・BUNBUN（イラスト）、メディアワークス〈電撃文庫〉、全6巻
  - 『カレとカノジョと召喚魔法』、2004年10月10日初版発行（同日発売[20]）、ISBN 978-4-8402-2829-9
  - 『カレとカノジョと召喚魔法（2）』、2004年12月10日初版発行（同日発売[21]）、ISBN 978-4-8402-2891-6
  - 『カレとカノジョと召喚魔法（3）』、2005年4月10日初版発行（同日発売[22]）、ISBN 978-4-8402-3020-9
  - 『カレとカノジョと召喚魔法（4）』、2005年7月10日初版発行（同日発売[23]）、ISBN 978-4-8402-3085-8
  - 『カレとカノジョと召喚魔法（5）』、2005年12月10日初版発行（同日発売[24]）、ISBN 978-4-8402-3242-5
  - 『カレとカノジョと召喚魔法（6）』、2006年3月10日初版発行（同日発売[25]）、ISBN 978-4-8402-3352-1